# Jon Octeus
Jonathan Wesley "Jon"Octeus (Miramar, Florida, 23 de octubre de 1991) es un exbaloncestista estadounidense. Con 1,93 metros de estatura, jugaba en la posición de escolta.

## Trayectoria deportiva

### Universidad
Comenzó su andadura universitaria en el Wabash Valley College de Mount Carmel (Illinois), donde disputó una temporada, en la que promedió 12,3 puntos, 5,4 rebotes y 2,7 asistencias por partido, antes de ser transferido a los Rams de la Universidad Estatal de Colorado, de la División I de la NCAA, donde disputó dos temporadas más, en la que promedió 8,9 puntos, 3,6 rebotes y 1,8 asistencias por partido.
En octubre de 2014 confirmó que su última temporada como universitario la jugaría con los Purdue de la Universidad Purdue. En la misma acabó promediando 9,3 puntos y 4,9 rebotes por partido.

### Profesional
Tras no ser elegido en el Draft de la NBA de 2015, sí lo fue en el Draft de la NBA Development League, en la tercera posición de la quinta ronda por los Texas Legends, de donde pasó sin debutar en el mes de noviembre a los Oklahoma City Blue, siendo despedido antes del comienzo de la temporada. Previamente había disputado las Ligas de Verano de la NBA con Indiana Pacers, donde en cinco partidos promedió 4,4 puntos y 1,6 rebotes. No fue hasta el mes de abril de 2016 cuando consiguió debutar en un partido de playoffs con los Canton Charge, logrando 2 puntos y 3 rebotes.
En agosto de 2016 es incluido en el Draft de expansión de la D-League por la llegada de nuevos equipos a la liga, siendo elegido esta vez por los Windy City Bulls, en la tercera elección de la octava ronda. En su primera temporada en el equipo promedió 5,6 puntos y 2,7 rebotes por partido.